# Grand Cru
Grand Cru — в криптографии симметричный блочный криптоалгоритм, разработанный Йоханом Боретом (Johan Borst) специалистом Лёвенского католического университета на базе общепризнанного шифра Rijndael и является его усиленной и глубоко модифицированной версией. В алгоритме используются 128-битный ключ и 128-битный (16 байтный) блок. Алгоритм был отправлен в качестве участника конкурса Nessie.
Алгоритм, как и Rijndael, не является шифром на базе Сети Фейстеля и выполнен согласно принципам SPN структуры.

## Алгоритм
Из четырёх преобразований данных в раунде криптоалгоритма Rijndael только одна операция — наложение подключа операцией XOR зависима от ключа. В алгоритме Grand Cru увеличение количества ключевых преобразований в раунде алгоритма усиливает криптостойкость при том же количестве раундов. Раунд Grand Cru — это раунд Rijndael с добавлением двух ключевых операций вместо одной бесключевой.
Отличительные особенности алгоритма:
- Многослойная безопасность. Дизайн основан на де-факто четырёх различных подшифрах, каждый со своим подключом.
- Фиксированная длина ключа и фиксированный размер блока: 128 бит

## Надежность
В процессе участия алгоритма в конкурсе NESSIE не было обнаружено каких-либо уязвимостей и каких-либо атак на алгоритм. Тем не менее, высокая криптостойкость данного алгоритма, по мнению экспертов конкурса, не компенсирует низкой скорости шифрования, что стало преградой для избрания в следующий этап конкурса.
Согласно своей концепции, безопасность Grand Cru основана на безопасности Rijndael, которая на данный момент не оспаривается. Теоретически, шифр более безопасен, его математическая структура не так проста и даже пока не осуществимые алгебраические атаки на Rijndael гораздо менее вероятны. По заявлению автора, любая атака на Grand Cru будет возможна и на Rijndael, а поскольку атак на Rijndael не существует, безопасен и Grand Cru.
В то же время, алгоритм очень сложен для реализации и имеет более низкую скорость, нежели AES. Однако, уникальный и, вероятно, имеющий большой запас прочности, шифр скорее не получил распространения по причине отсутствия исходного кода и каких-либо реализаций — автор после его публикации прожил около года и так и не успел опубликовать их.